# Christoph Gruber
Christoph Gruber (ur. 25 marca 1976 w Schwaz) – austriacki narciarz alpejski, dwukrotny mistrz świata juniorów.

## Kariera
Po raz pierwszy na arenie międzynarodowej pojawił się 17 grudnia 1994 roku w Neustift im Stubaital, gdzie w zawodach FIS Race zajął drugie miejsce w gigancie. W 1995 roku wystartował na mistrzostwach świata juniorów w Voss, zdobywając złote medale w gigancie i kombinacji. Był tam też piąty w zjeździe.
W zawodach Pucharu Świata zadebiutował 27 listopada 1998 roku w Aspen, zajmując czternaste miejsce w supergigancie. Tym samym już w swoim debiucie wywalczył pierwsze pucharowe punkty. Na podium zawodów tego cyklu po raz pierwszy stanął 3 grudnia 2000 roku w Vail, kończąc supergiganta na drugiej pozycji. W zawodach tych rozdzielił Fredrika Nyberga ze Szwecji i Norwega Kennetha Sivertsena. Łącznie czternaście razy stawał na podium, odnosząc pięć zwycięstw: 21 grudnia 2000 roku w Bormio wygrał giganta, a 28 stycznia 2001 roku, 20 lutego 2005 roku i 29 stycznia 2006 roku w Garmisch-Partenkirchen oraz 21 lutego 2008 roku w Whistler był najlepszy w supergigantach. Najlepsze wyniki osiągnął w sezonie 2000/2001, kiedy zajął jedenaste w klasyfikacji generalnej, a w klasyfikacji supergiganta był drugi.
Na mistrzostwach świata w Åre zajął czwarte miejsce w supergigancie, przegrywając walkę o podium ze Szwajcarem Bruno Kernenem o 0,01 sekundy. W 2002 roku wystartował na igrzyskach olimpijskich w Salt Lake City, zajmując między innymi piąte miejsce w gigancie i siódme miejsce w supergigancie. Brał też udział w igrzyskach w Turynie w 2006 roku, gdzie w supergigancie zajął 19. miejsce. W 2010 roku zakończył karierę.

## Osiągnięcia

### Igrzyska olimpijskie
| Miejsce | Dzień     | Rok  | Miejscowość    | Konkurencja | Czas biegu  | Strata  | Zwycięzca           |
| ------- | --------- | ---- | -------------- | ----------- | ----------- | ------- | ------------------- |
| 20.     | 10 lutego | 2002 | Salt Lake City | Zjazd       | 1:39,13 min | +2,12 s | Fritz Strobl        |
| 7.      | 16 lutego | 2002 | Salt Lake City | Supergigant | 1:21,58 min | +0,77 s | Kjetil André Aamodt |
| 5.      | 21 lutego | 2002 | Salt Lake City | Gigant      | 2:23,28 min | +1,13 s | Stephan Eberharter  |
| 19.     | 18 lutego | 2006 | Turyn          | Supergigant | 1:30,65 min | +1,35 s | Kjetil André Aamodt |

### Mistrzostwa świata
| Miejsce | Dzień       | Rok  | Miejscowość  | Konkurencja | Czas biegu  | Strata  | Zwycięzca            |
| ------- | ----------- | ---- | ------------ | ----------- | ----------- | ------- | -------------------- |
| 19.     | 31 stycznia | 2001 | St. Anton    | Supergigant | 1:21,46 min | +2,00 s | Daron Rahlves        |
| 12.     | 8 lutego    | 2001 | St. Anton    | Gigant      | 2:23,80 min | +1,85 s | Michael von Grünigen |
| 14.     | 2 lutego    | 2003 | Sankt Moritz | Supergigant | 1:38,80 min | +1,79 s | Stephan Eberharter   |
| DNS2    | 9 lutego    | 2005 | Bormio       | Gigant      | 2:50,41 min | –       | Hermann Maier        |
| 4.      | 6 lutego    | 2007 | Åre          | Supergigant | 1:14,30 min | +0,63 s | Patrick Staudacher   |
| DSQ1    | 14 lutego   | 2007 | Åre          | Gigant      | 2:19,64 min | -       | Aksel Lund Svindal   |
| DNF     | 7 lutego    | 2009 | Val d’Isère  | Zjazd       | 2:07,01 min | -       | John Kucera          |

### Mistrzostwa świata juniorów
| Miejsce | Dzień    | Rok  | Miejscowość | Konkurencja | Czas biegu  | Strata  | Zwycięzca         |
| ------- | -------- | ---- | ----------- | ----------- | ----------- | ------- | ----------------- |
| 5.      | 16 marca | 1995 | Voss        | Zjazd       | 1:41,19 min | +1,18 s | Kurt Sulzenbacher |
| 19.     | 19 marca | 1995 | Voss        | Slalom      | 1:32,12 min | +5,15 s | Florian Seer      |
| 1.      | 21 marca | 1995 | Voss        | Gigant      | 1:58,91 min | -       | -                 |
| 1.      | 21 marca | 1995 | Voss        | Kombinacja  | 46,21 pkt   | -       | -                 |

### Puchar Świata

#### Miejsca w klasyfikacji generalnej
- sezon 1998/1999: 71.
- sezon 1999/2000: 75.
- sezon 2000/2001: 11.
- sezon 2001/2002: 11.
- sezon 2002/2003: 14.
- sezon 2003/2004: 15.
- sezon 2004/2005: 13.
- sezon 2005/2006: 23.
- sezon 2006/2007: 17.
- sezon 2007/2008: 12.
- sezon 2008/2009: 54.
- sezon 2009/2010: 119.

#### Miejsca na podium w zawodach
1. Vail – 3 grudnia 2000 (supergigant) – 2. miejsce
2. Bormio – 21 grudnia 2000 (gigant) – 1. miejsce
3. Garmisch-Partenkirchen – 28 stycznia 2001 (supergigant) – 1. miejsce
4. Val d’Isère – 15 grudnia 2002 (gigant) – 2. miejsce
5. Kitzbühel – 27 stycznia 2003 (supergigant) – 2. miejsce
6. Adelboden – 7 lutego 2004 (gigant) – 3. miejsce
7. Sestriere – 11 marca 2004 (supergigant) – 3. miejsce
8. Wengen – 15 stycznia 2005 (zjazd) – 2. miejsce
9. Garmisch-Partenkirchen – 20 lutego 2005 (supergigant) – 1. miejsce
10. Garmisch-Partenkirchen – 29 stycznia 2006 (supergigant) – 1. miejsce
11. Val Gardena – 15 grudnia 2006 (supergigant) – 2. miejsce
12. Lenzerheide – 14 marca 2007 (zjazd) – 3. miejsce
13. Beaver Creek – 3 grudnia 2007 (supergigant) – 3. miejsce
14. Whistler – 21 lutego 2008 (supergigant) – 1. miejsce